# Índio do Cavaquinho
Edinaldo Vieira Lima (Mata Grande, 20 de junho de 1924 - Rio de Janeiro, 2003), mais conhecido como Índio do Cavaquinho, é um cavaquinista e compositor brasileiro. Destacou-se como solista e acompanhante musical, considerado "um dos mais completos" cavaquinistas da música popular brasileira.

## Biografia
Dos 15 aos 18 anos atuou na Jazz Banda de Delmiro Gouveia. Depois, entrou no grupo Ases do Demônio, onde se apresentou na Rádio Difusora de Sergipe.
Mudou-se para o Rio de Janeiro em 1945, onde foi acompanhante musical de Ataulfo Alves.
Gravou aos 60 anos seu primeiro CD.
Em 1966, foi um dos representantes brasileiros no Festival Mundial de Arte Negra.

## Obras
- (2000) Índio do Cavaquinho • Acari Records • CD[1]
- (1950) Índio do Cavaquinho • Star • LP[1]